# Mathias-Pschorr-Hackerbräu-Stiftung
Die Mathias-Pschorr-Hackerbräu-Stiftung oder auch Pschorr-Hackerbräu-Stiftung wurde 1901 in München aus dem Nachlass des Brauereibesitzers Mathias Pschorr gegründet. Sie wird durch das Kulturreferat der Landeshauptstadt München verwaltet. Zweck der Stiftung ist die Verschönerung der Stadt und die Förderung der Kunst, des Kunstgewerbes und des Kunsthandwerks.
Die Pschorr-Hackerbräu-Stiftung unterstützt und fördert Künstler, Kunstgewerbler und Kunsthandwerke durch Vergabe von Stipendien. Auf Bewerbung werden jährlich Projekt- und Katalogzuschüsse durch eine Fachjury vergeben.